# پتویوس (دهانه)

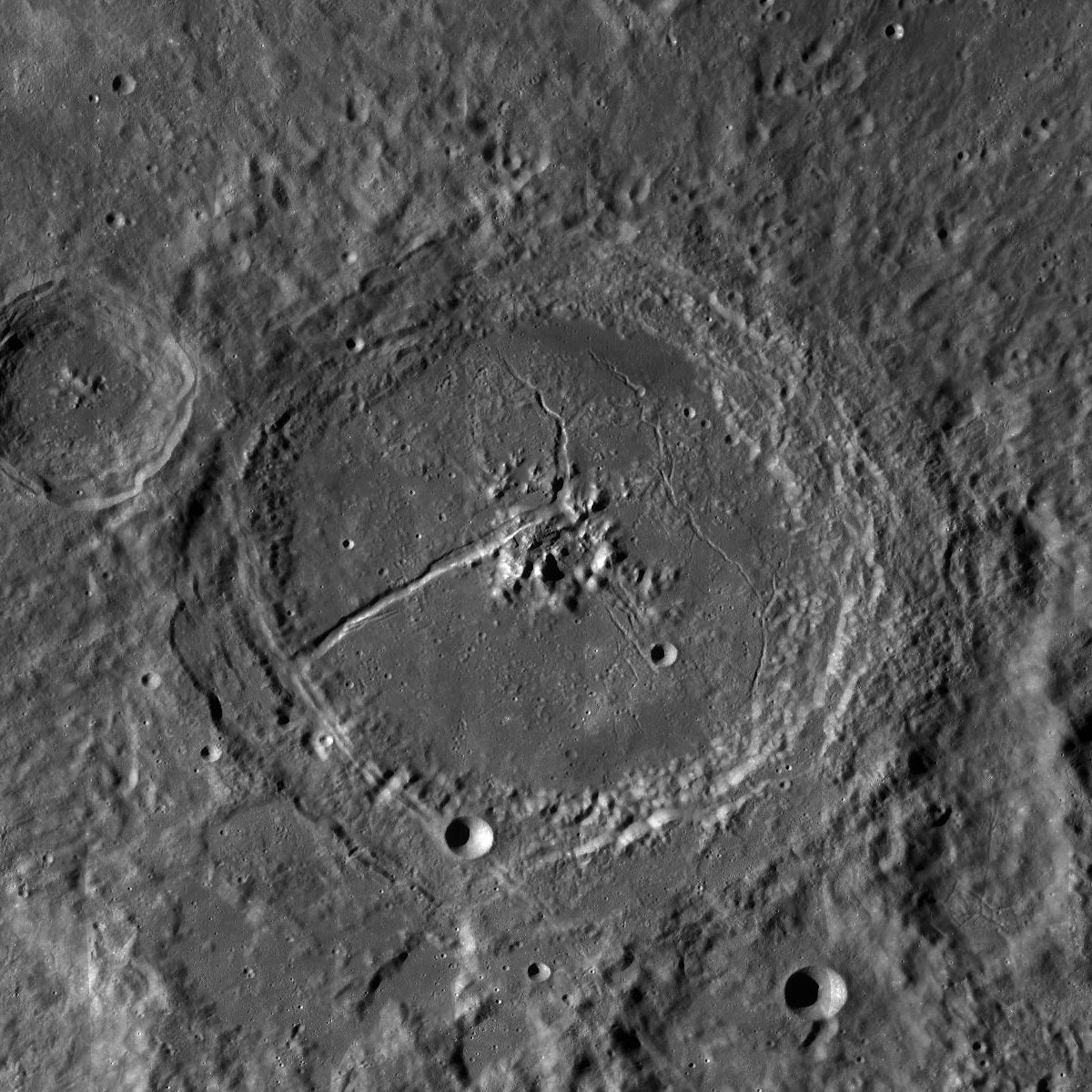
عکسی از پتویوس (دهانه)

پتویوس یک دهانه برخوردی در ماه‌ است.

## دهانه‌های اقماری
این دهانه ۴ دهانه اقماری دارد.
| Petavius | عرض جغرافیایی | طول جغرافیایی | قطر          |
| -------- | ------------- | ------------- | ------------ |
| A        | ۲۶.۰° S       | ۶۱.۶° E       | ۵.۰ کیلومتر  |
| C        | ۲۷.۷° S       | ۶۰.۱° E       | ۱۱.۰ کیلومتر |
| B        | ۱۹.۹° S       | ۵۷.۱° E       | ۳۳.۰ کیلومتر |
| D        | ۲۴.۰° S       | ۶۴.۴° E       | ۱۷.۰ کیلومتر |